# Atopos australis
Atopos australis är en snäckart som beskrevs av Heynemann 1876. Atopos australis ingår i släktet Atopos och familjen Rathouisiidae. Inga underarter finns listade i Catalogue of Life.